# Феляг
Феляг (рум. Feleag) — село у повіті Муреш в Румунії. Входить до складу комуни Винеторі.
Село розташоване на відстані 217 км на північний захід від Бухареста, 48 км на південний схід від Тиргу-Муреша, 123 км на південний схід від Клуж-Напоки, 79 км на північний захід від Брашова.

## Населення
За даними перепису населення 2002 року у селі проживали 222 особи, з них 219 осіб (98,6%) румунів. Рідною мовою 220 осіб (99,1%) назвали румунську.